# Fußball-Bundesliga/Rekorde/TSG 1899 Hoffenheim
Der Artikel Fußball-Bundesliga/Rekorde/TSG 1899 Hoffenheim listet die vereinsspezifischen Rekorde der TSG 1899 Hoffenheim auf, die mit Bezug auf die Zugehörigkeit zur deutschen Fußball-Bundesliga gehalten werden.
Der Verein ist aktuell Bundesligist (Stand: Saison 2025/26).

Siehe auch: 

## Vorbemerkung
Es besteht eine Unterteilung zwischen Positiv- und Negativrekorden sowie vereinsinternen Bestmarken. Weitere Rekorde, die dem Verein nicht zuzuordnen sind, werden im Hauptartikel unter „Allgemein“ gelistet. Dort bestehen zudem die Rubriken „Trainerspezifische Rekorde“, „Schiedsrichterspezifische Rekorde“ sowie „Sonstige Rekorde“. Es besteht außerdem die Möglichkeit „In nächster Zeit möglicherweise fallende Bestmarken“ im unteren Bereich der Hauptseite festzuhalten, bzw. die neuen Rekorde an die passenden Stellen einzusortieren. Wenn möglich, wird zu einem Positivrekord auch der Negativrekord als Gegenstück gelistet (und andersrum). Die Liste erhebt keinen Anspruch auf Vollständigkeit.

## TSG 1899 Hoffenheim
Aktuelle Platzierung in der Ewigen Tabelle der Fußball-Bundesliga: Platz 24 von 58 (Stand: 34. Spieltag 2024/25)

### Positivrekorde
- jüngster Cheftrainer: Julian Nagelsmann (28 Jahre und 203 Tage, am 11. Februar 2016)[2][3]
- meiste unterschiedliche Torschützen in einer Hinrunde: 16 (2021/22; gemeinsam mit Borussia Dortmund, 2018/19 Stand: 2024/25)[4]
- bester Tabellenfünfter nach 7 Spieltagen: mit 15 Punkten (2023/24)[5]

### Negativrekorde
- meiste Heimspiele in Folge, in denen man mindestens einen Gegentreffer kassierte: 34 (bis 27. Spieltag 2024/25, Stand: 29. Spieltag 2024/25)[6][7][8][9][10][11][12][13][14]
- meiste Tore in einem Spiel in Überzahl kassiert: 4 (beim 1:5 gegen Mainz 05 am 24. November 2019; gemeinsam mit Hansa Rostock beim 0:4 bei Eintracht Frankfurt am 6. September 2000 und dem VfB Stuttgart beim 0:4 bei Bayern München am 20. März 2021)[15]
  - als einzige Heimmannschaft
- früheste Gelbe Karte kassiert: Pavel Kadeřábek (8 Sekunden nach Anpfiff, wegen eines Ellenbogenschlags gegen Dimitris Giannoulis, beim 0:0-Unentschieden gegen den FC Augsburg, am 10. Spieltag 2024/25; gemeinsam mit Florian Niederlechner, beim SC Freiburg, wegen eines Ellenbogenschlags gegen Stefan Bell, von Mainz 05, im November 2016, Stand: 10. Spieltag 2024/25)[16][17]
- meiste Niederlagen in Serie zu Beginn der Rückrunde: 7 (2022/23; gemeinsam mit der Hannover 96, 2009/10)[18]
- schlechteste Platzierung eines Herbstmeisters am Saisonende: Platz 7 (2008/09)[19]

### Vereinsintern
- Rekordspieler: Oliver Baumann (356 Einsätze, Stand: 31. Spieltag 2024/25)[20][21][22][23][24][25]
- Rekordfeldspieler: Sebastian Rudy (295 Einsätze, Stand: 31. Spieltag 2024/25)[20][21]
- Rekordausländer: Andrej Kramarić (283 Einsätze, Kroate, Stand: 31. Spieltag 2024/25)[20][26][27]
- Rekordtorschütze: Andrej Kramarić (126 Tore, Stand: 30. Spieltag 2024/25)[28][29][30]
- Rekordsieger: Oliver Baumann (128 Siege, in 350 Einsätzen, Stand: 24. Spieltag 2024/25)[31][22]
- Spieler mit den meisten Niederlagen: Oliver Baumann (128 Niederlagen, in 350 Einsätzen, Stand: 19. Spieltag 2024/25)[32][22]
- Feldspieler mit den meisten Niederlagen: Sebastian Rudy (112 Niederlagen, Stand: 23. Spieltag 2024/25)[32]
- Spieler, mit den meisten Einsätzen in Folge: Oliver Baumann (107 Einsätze, bis 18. Spieltag 2024/25, am 19. Spieltag 2024/25 fehlte er verletzungsbedingt, Stand: 23. Spieltag 2024/25)[11][33]
- Spieler, der am schnellsten seinen dritten Platzverweis kassierte: Stanley N’Soki (im 32. Einsatz, Stand: 23. Spieltag 2024/25)[34]
- ältester Debütant: Nick Proschwitz (35 Jahre und 167, am 14. Mai 2022)[35]
- jüngster Spieler: Tom Bischof (16 Jahre und 264 Tage am 19. März 2022 gegen Hertha BSC)[36][37]
- jüngster ausländischer Torhüter: Koen Casteels (20 Jahre und 90 Tage, Belgier, am 23. September 2012, beim 3:1-Sieg gegen Hannover 96, Stand: 24. Spieltag 2024/25)[38]
- zu den meisten Strafstößen angetreten: Andrej Kramarić (36, davon 32 verwandelt, Stand: 27. Spieltag 2024/25)[7][39][13]
- meiste Strafstöße verwandelt: Andrej Kramarić (32, von 36 Versuchen, Stand: 27. Spieltag 2024/25)[7][13][39]
- meiste Niederlagen nach den ersten 5 Spieltagen einer Saison: 4 (2. bis 5. Spieltag in Folge, Stand: 5. Spieltag 2024/25)[40]
- meiste Siege in Folge: 5 (4×, zuletzt: 32. Spieltag 2019/20 bis 2. Spieltag 2020/21)[41]
- meiste Niederlagen in Folge: 7 (18. bis 24. Spieltag 2022/23)[42]
- meiste Spiele in Folge ohne Sieg: 14 (2 Unentschieden und 12 Niederlagen, 11. bis 24. Spieltag 2022/23)[42]
- meiste Heimniederlagen gegen einen anderen Gegner: 11 (gegen Bayer Leverkusen, von 17 Spielen, Stand: 3. Spieltag 2024/25)[43][44][45]
- meiste Heimniederlagen in Folge mit mindestens 4 Gegentreffern: 2 (mehrfach, auch am 3. und 5. Spieltag 2024/25, Stand: 19. Spieltag 2024/25)[46]
- meiste Siege im Duell mit einem anderen Gegner: 15 (gegen den FC Augsburg, Stand: 17. Spieltag 2024/25)[47]
- Trainer mit den meisten Siegen: Julian Nagelsmann (51, Stand: 14. Spieltag 2023/24)[48]
- älteste Startelf: 29,7 Jahre (2. Spieltag 2023/24)[49]
- schnellstes Tor: nach 9 Sekunden (Kevin Volland, gegen den FC Bayern am 22. August 2015, gemeinsam mit Karim Bellarabi, für Bayer Leverkusen gegen Borussia Dortmund, am 23. August 2014)[50]
- meiste Spiele in Folge ohne Niederlage gegen einen anderen Gegner: 9 (gegen Werder Bremen, laufend, 4 Siege und 5 Unentschieden, Stand: 21. Spieltag 2024/25)[51]
- meiste Tore gegen einen anderen Gegner: 54 (gegen den 1. FC Köln, Stand: 4. Spieltag 2023/24)[22]
- meiste Heimtore gegen einen anderen Gegner: 32 (gegen den VfL Wolfsburg, Stand: 3. Spieltag 2023/24)[52]
- meiste Tore eines Spielers an den ersten beiden Spieltagen: 4 (Jonas Wind, 2023/24)[52]
- meiste Heimsiege gegen einen anderen Gegner: 8 (gegen den VfL Wolfsburg, Stand: 3. Spieltag 2023/24)[52][53]
- meiste Punkte auswärts gegen einen anderen Gegner: 25 (gegen den 1. FC Köln, Stand: 4. Spieltag 2023/24)[29]
- meiste Punkte nach 5 Spieltagen: 12 (2023/24)[54]
- meiste Punkte nach 7 Spieltagen: 15 (2023/24)[5]
- wenigste Siege nach 31 Spieltagen: 7 (2024/25)[55]
- wenigste Siege nach 32 Spieltagen: 7 (2×, Stand: 32. Spieltag 2024/25)[56][55]
  - 2024/25
  - 2012/13
- wenigste Siege nach 33 Spieltagen: 7 (2012/13, Stand: 32. Spieltag 2024/25)[56][55]
- meiste Auswärtsspiele in Serie ohne Niederlage gegen einen anderen Gegner: 9 (bei Werder Bremen, 6 Siege und 3 Unentschieden; Stand: 7. Spieltag 2023)[57][58]
- Anzahl erhaltener Strafstöße: 100 (82 Treffer, Stand: 9. Spieltag 2023/24)[59]
- meiste Heimniederlagen in Folge: 3 (mehrfach, auch im Herbst 2023/24, Stand: 12. Spieltag 2023/24)[60]
- meiste Spiele in Folge mit mindestens einem Tor: 20 (saisonübergreifend, vom 31. Spieltag 2022/23 bis 16. Spieltag 2023/24)[28][61]
- meiste Spiele in Folge, in welchen man mindestens einen Gegentreffer kassierte: 27 (6. bis 32. Spieltag 2023/24, Stand: 33. Spieltag 2023/24)[47][62][63]
- höchster Sieg: je 6:0 (2×, Stand: 33. Spieltag 2023/24)[64][65]
  - bei Darmstadt 98 (33. Spieltag 2023/24)
    - auch höchster Auswärtssieg[64]

  - gegen den 1. FC Köln (31. März 2018)
    - auch höchster Heimsieg[64]
- verlor nie gegen einen Tabellenletzten: 14 Spiele (9 Siege und 5 Unentschieden, laufend, Stand: 9. Spieltag 2024/25)[28]
- meiste Auswärtssiege zu Beginn einer Saison: 2 (2023/24)[66]
- meiste Auswärtsspiele zu Beginn einer Saison ohne Sieg: 6 (2024/25, laufend, 3 Unentschieden und 3 Niederlagen, Stand: 12. Spieltag 2024/25)[67]
- meiste Auswärtstore eines Spielers in einer Saison: 2 Spieler (je 11 Tore, Stand: Saisonende 2023/24)[65]
  - Ishak Belfodil
  - Maximilian Beier (2023/24)
- Erstmals konnte das Team ein Spiel nicht gewinnen, in welchem sie 3 Tore vorn waren (bei der 3:4-Niederlage gegen Werder Bremen, am 5. Spieltag 2024/25). Werder Bremen gewann seinerseits erstmals, nach einem Drei-Tore-Rückstand.[34]
- am häufigsten in einem Spiel in Rückstand geraten und dennoch gewonnen: 3× (beim 4:3-Sieg über RB Leipzig, am 11. Spieltag 2024/25, nach 0:1-, 1:2- und 2:3-Rückstand, Stand: 11. Spieltag 2024/25)[68][69]
- Paarung mit Beteiligung der TSG Hoffenheim, bei welcher die meisten Tore fielen: gegen Mainz 05 (117 Treffer, Stand: 14. Spieltag 2024/25)[70]
- meiste unterschiedliche Spieler in einer Saison eingesetzt: 34 (2024/25, laufend, Stand: 21. Spieltag 2024/25)[51]
- meiste Minuten in Folge ohne Gegentreffer: Oliver Baumann (313, 2020/21, Stand: 25. Spieltag 2024/25)[71]
- meiste Strafstöße gehalten: Oliver Baumann (16 Strafstöße, Stand: 31. Spieltag 2024/25)[55]
- Spieler, der die meisten Tore am 34. Spieltag erzielte: Andrej Kramarić (11 Tore, laufend, Stand: 33. Spieltag 2024/25)[72]